# Japán berkiposzáta
A japán berkiposzáta (Horornis diphone) a madarak osztályába, ezen belül a verébalakúak (Passeriformes) rendjébe és a berkiposzátafélék (Cettiidae) családba tartozó faj.

## Rendszerezése
A fajt Heinrich von Kittlitz német ornitológus írta le 1830-ban, a Sylvia nembe Sylvia diphone néven. Sorolták a Cettia nembe Cettia diphone néven is.

## Alfajai
- Horornis diphone cantans (Temminck & Schlegel, 1847) – Japán;
- Horornis diphone canturians (Swinhoe, 1860) – nyáron közép- és kelet-Kína, télen dél- és délkelet-Kína, Tajvan, észak-Fülöp-szigetek;
- Horornis diphone diphone (Kittlitz, 1830) – Izu-szigetek, Ogaszavara-szigetek, Iwo-szigetek;
- Horornis diphone restrictus (Kuroda, 1923) – Daitó-szigetek
- Horornis diphone riukiuensis (Kuroda, 1925) – Rjúkjú-szigetek
- Horornis diphone sakhalinensis (Yamashina, 1927) – nyáron dél-Szahalin és dél-Kuril-szigetek, télen délkelet-Kína.

## Előfordulása
Kelet-Ázsiában és Délkelet-Ázsiában, Dél-Korea, Észak-Korea, a Fülöp-szigetek, Japán, Kína, Oroszország és Tajvan területén honos. Betelepítették Hawaii-ra.
Természetes élőhelyei a mérsékelt övi erdők,  szubtrópusi vagy trópusi gyepek és cserjések. Állandó, nem vonuló faj.

## Megjelenése
Testhossza 18 centiméter.
|  |
|  |

## Természetvédelmi helyzete
Az elterjedési területe rendkívül nagy, egyedszáma pedig stabil. A Természetvédelmi Világszövetség Vörös listáján nem fenyegetett fajként szerepel.